# Représentations diplomatiques aux États-Unis

Relations entre les États-Unis et les autres pays du monde
États Unis
Pays qui ont une ambassade aux États-Unis
Pays qui n'ont pas d'ambassade aux États-Unis
Territoires contestés
Antarctique

Ceci est une liste des représentations diplomatiques aux États-Unis. À l'heure actuelle, 178 pays maintiennent des représentations diplomatiques aux États-Unis dans la capitale, Washington. Huit pays désignent leurs missions aux Nations unies à New York comme ambassades officielles aux États-Unis. 

## Ambassades à Washington
| - Afghanistan - Afrique du Sud - Albanie - Algérie - Allemagne - Angola - Antigua-et-Barbuda - Arabie saoudite - Argentine - Arménie - Australie - Autriche - Azerbaïdjan - Bahamas - Bahreïn - Bangladesh - Barbade - Belgique - Belize - Bénin - Biélorussie - Birmanie - Bolivie - Bosnie-Herzégovine - Botswana - Brésil - Brunei - Bulgarie - Burkina Faso - Burundi - Cambodge - Cameroun - Canada - Cap-Vert - Chili - Chine - Chypre - Colombie - Corée du Sud - Costa Rica - Côte d'Ivoire - Croatie - Cuba - Danemark - Djibouti - Dominique - Égypte - Émirats arabes unis - Équateur - Érythrée - Espagne - Estonie - Eswatini - États fédérés de Micronésie - Éthiopie - Fidji - Finlande - France - Gabon - Gambie | - Géorgie - Ghana - Grèce - Grenade - Guatemala - Guinée - Guinée équatoriale - Guyana - Haïti - Honduras - Hongrie - Îles Marshall - Inde - Indonésie - Irak - Irlande - Islande - Israël - Italie - Jamaïque - Japon - Jordanie - Kazakhstan - Kenya - Kirghizistan - Kosovo - Koweït - Laos - Lesotho - Lettonie - Liban - Liberia - Libye - Liechtenstein - Lituanie - Luxembourg - Macédoine du Nord - Madagascar - Malaisie - Malawi - Mali - Malte - Maroc - Maurice - Mauritanie - Mexique - Moldavie - Monaco - Mongolie - Monténégro - Mozambique - Namibie - Népal - Nouvelle-Zélande - Nicaragua - Niger - Nigeria - Norvège - Oman - Ouganda | - Ouzbékistan - Pakistan - Palaos - Panama - Papouasie-Nouvelle-Guinée - Paraguay - Pays-Bas - Pérou - Philippines - Pologne - Portugal - Qatar - République centrafricaine - République démocratique du Congo - République dominicaine - République du Congo - République tchèque - Roumanie - Royaume-Uni - Russie - Rwanda - Saint-Christophe-et-Niévès - Saint-Vincent-et-les-Grenadines - Sainte-Lucie - Salvador - Sénégal - Serbie - Sierra Leone - Singapour - Slovaquie - Slovénie - Somalie - Soudan - Soudan du Sud - Sri Lanka - Suède - Suisse - Suriname - Tadjikistan - Tanzanie - Tchad - Thaïlande - Timor oriental - Togo - Trinité-et-Tobago - Tunisie - Turkménistan - Turquie - Ukraine - Uruguay - Vatican - Venezuela - Viêt Nam - Yémen - Zambie - Zimbabwe |

### Autres missions et délégations aux États-Unis à Washington
Les pays ou entités suivants possèdent des missions à Washington, bien qu'ils n'entretiennent pas tous des relations diplomatiques complètes avec le gouvernement des États-Unis.

#### États sans relations
Les sections d'intérêts sont fournies par des puissances protectrices.
- Iran - Section d'intérêts iranienne (en) - Ambassade du Pakistan (en)

#### Gouvernements avec une reconnaissance limitée
Les États-Unis ne reconnaissent pas formellement les États suivants.
- Chypre du Nord - Bureau de représentation de Chypre du Nord (en)
- Haut-Karabagh - Bureau de représentation
- République arabe sahraouie démocratique - Bureau de représentation
- Somaliland - Bureau de représentation
- Taïwan - Bureau de représentation économique et culturelle de Taipei (en)

#### Territoires
- Bermudes (Royaume-Uni) - Bureau de représentation
- Catalogne (Espagne) - Delegation de la Généralité de Catalogne[1]
- Gibraltar (Royaume-Uni) - Bureau de représentation
- Groenland (Royaume du Danemark) - Bureau de représentation
- Hong Kong (Chine) - Bureau économique et commercial de Hong Kong (en)
- Kurdistan irakien (Irak) - Bureau de représentation
- Québec (Canada) - Bureau de représentation

#### Organisations
- Union africaine - Délégation générale
- Union européenne - Délégation générale

#### Autres postes
- Coalition nationale des forces de l'opposition et de la révolution - Mission étrangère

 Ordre de Malte - Bureau de liaison
- Tibet - Bureau du Tibet

## Missions à New York
La ville de New York abrite l'Assemblée générale des Nations unies, ses 195 États membres et observateurs envoient des délégations permanentes. Neuf des missions diplomatiques à New York sont également officiellement accréditées en tant qu'ambassade aux États-Unis. Il y a 118 missions diplomatiques dans la ville. Toutes sont des consulats généraux, sauf indication contraire.
| - Afghanistan - Afrique du Sud - Albanie - Algérie - Allemagne - Andorre (Ambassade) - Angola - Antigua-et-Barbuda - Arabie saoudite - Argentine - Arménie - Australie - Autriche - Bahamas - Bahreïn - Bangladesh - Barbade - Belgique - Bhoutan - Biélorussie - Bolivie - Brésil - Bulgarie - Canada - Chili - Chine - Chypre - Colombie - Comores (Ambassade) - Corée du Sud - Costa Rica - Croatie - Danemark - Dominique - Égypte - Émirats arabes unis - Équateur - Espagne - Estonie - Finlande - France - Gabon (Consulat) - Géorgie | - Ghana - Grèce - Grenade - Guatemala - Guyana - Haïti - Honduras - Hong Kong (Bureau économique et commercial) - Hongrie - Inde - Indonésie - Irlande - Islande - Israël - Italie - Jamaïque - Japon - Kazakhstan - Kenya - Kirghizistan - Kosovo - Koweït - Liban - Lituanie - Luxembourg - Macédoine du Nord - Malaisie - Maldives (Ambassade) - Maroc - Mexique - Monaco - Monténégro - Nauru (Ambassade) - Népal - Nicaragua - Nigeria - Norvège - Nouvelle-Zélande - Ouzbékistan - Pakistan - Panama - Paraguay - Pays-Bas | - Pérou - Philippines - Pologne - Portugal - République dominicaine - République tchèque - Roumanie - Royaume-Uni - Russie - Saint-Christophe-et-Niévès - Saint-Marin (Ambassade) - Saint-Vincent-et-les-Grenadines - Sainte-Lucie - Îles Salomon (Ambassade) - Salvador - Samoa (Ambassade) - Sénégal - Serbie - Seychelles (Ambassade) - Singapour (Consulat) - Slovaquie - Slovénie - Somalie - Sri Lanka - Suède - Suisse - Taïwan (Bureau économique et culturel de Taipei) - Thaïlande - Tonga (Ambassade) - Trinité-et-Tobago - Turquie - Ukraine - Uruguay - Venezuela - Viêt Nam |

## Villes avec dix consulats ou plus

### Los Angeles
Los Angeles, la deuxième plus grande ville des États-Unis, abrite 66 missions consulaires, plus que toute autre ville de la côte ouest et toute autre ville des États-Unis à l'exception de New York et de Washington. Beaucoup de ces consulats sont situés le long du Wilshire Boulevard.
| - Afghanistan (Bureau à Beverly Hills) - Afrique du Sud - Allemagne - Angola - Arabie saoudite - Argentine - Arménie (Bureau à Glendale) - Australie - Autriche - Azerbaïdjan - Bangladesh - Belgique - Belize - Birmanie - Bolivie - Brésil - Bulgarie - Canada - Chili - Chine - Colombie (Bureau à Beverly Hills) - Corée du Sud - Costa Rica - Croatie | - Égypte - Émirats arabes unis - Équateur (Bureau à Beverly Hills) - Espagne - Éthiopie - Finlande - France - Grèce - Guatemala - Honduras - Hongrie - Indonésie - Irak - Irlande - Israël - Italie - Japon - Kenya - Koweït - Liban - Lituanie - Malaisie - Mexique - Nouvelle-Zélande (Bureau à Santa Monica) | - Nicaragua - Pakistan - Panama - Paraguay - Pérou - Philippines - Pologne - Qatar (Bureau à Beverly Hills) - République dominicaine - République tchèque - Roumanie - Royaume-Uni - Saint-Christophe-et-Niévès - Salvador - Slovaquie - Sri Lanka - Taïwan (Bureau économique et culturel de Taipei) - Thaïlande - Turquie |

### Chicago
Chicago, troisième plus grande ville des États-Unis et la plus grande de la région du Midwest, abrite 54 missions.
| - Afrique du Sud - Allemagne - Argentine - Australie - Autriche - Bosnie-Herzégovine - Brésil - Bulgarie - Canada - Chili - Chine - Colombie - Corée du Sud - Costa Rica - Croatie - Danemark - Égypte - Équateur - Espagne | - France - Grèce - Guatemala - Haïti - Honduras - Hongrie - Inde - Indonésie - Irlande - Israël - Italie - Jamaïque - Japon - Jordanie - Lettonie - Lituanie - Macédoine du Nord - Mexique - Pakistan | - Pays-Bas - Pérou - Philippines - Pologne - République dominicaine - République tchèque - Roumanie - Royaume-Uni - Salvador - Serbie - Suisse - Taïwan (Bureau économique et culturel de Taipei) - Thaïlande - Turquie - Ukraine - Uruguay - Venezuela |

### Houston
Houston est la quatrième plus grande ville des États-Unis et accueille 42 missions.
| - Allemagne - Angola - Arabie saoudite - Argentine - Australie - Bolivie - Brésil - Canada - Chili - Colombie - Corée du Sud - Costa Rica - Égypte - Émirats arabes unis - Équateur | - Espagne - France - Grèce - Guatemala - Guinée équatoriale (Consulat général (en)) - Honduras - Inde - Indonésie (Consulat général (en)) - Israël - Italie - Japon (Consulat général (en)) - Mexique - Nicaragua - Norvège - Pakistan | - Panama - Pérou - Philippines - Pologne - Qatar - Royaume-Uni - Russie (Consulat général (en)) - Salvador - Taïwan (Bureau économique et culturel de Taipei) - Turquie - Venezuela - Viêt Nam |

### Miami
Miami abrite 42 missions diplomatiques. En raison de son emplacement, de nombreux pays d'Amérique latine et des Caraïbes y ont des consulats.
| - Allemagne - Antigua-et-Barbuda - Argentine - Bahamas - Barbade - Belize - Bolivie - Brésil - Bulgarie - Canada - Chili - Colombie - Costa Rica - Équateur - Espagne | - France - Grenade - Guatemala - Haïti - Honduras - Hongrie (à Coral Gables) - Israël - Italie - Jamaïque - Japon - Mexique - Nicaragua - Panama - Paraguay - Pays-Bas | - Pérou - République dominicaine - Roumanie - Royaume-Uni - Sainte-Lucie (à Coral Gables) - Salvador (à Coral Gables) - Suriname - Taïwan (Bureau économique et culturel de Taipei) - Trinité-et-Tobago - Turquie - Uruguay - Venezuela |

### San Francisco
San Francisco abrite 42 missions.
| - Allemagne - Australie - Brésil - Canada - Chili - Chine - Colombie - Corée du Sud - Espagne - Estonie - France - Grèce - Guatemala - Honduras - Hong Kong (Agence commercial) | - Inde - Indonésie - Irlande - Israël - Italie - Japon - Kazakhstan - Luxembourg - Mexique - Mongolie - Nicaragua - Norvège - Pays-Bas - Pérou - Philippines | - Portugal - Royaume-Uni - Salvador - Singapour - Suède - Suisse - Taïwan (Bureau économique et culturel de Taipei) - Tonga - Ukraine - Uruguay - Venezuela - Viêt Nam |

### Atlanta
Atlanta abrite 27 missions.
| - Allemagne - Argentine - Bahamas - Belgique - Brésil - Canada - Colombie - Corée du Sud - Costa Rica - Équateur | - France - Grèce - Guatemala - Haïti - Honduras - Inde - Irlande - Israël - Japon (Consulat général (en)) - Mexique | - Nigeria - Pays-Bas - Pérou - Royaume-Uni - Salvador - Suisse - Taïwan (Bureau économique et culturel de Taipei) |

### Boston
La région de Boston en Nouvelle-Angleterre abrite 26 missions étrangères. 
| - Allemagne - Brésil - Canada - Cap-Vert - Colombie - Corée du Sud (situé à Newton) - Émirats arabes unis - Espagne - France | - Grèce - Guatemala - Haïti - Honduras - Irlande - Israël - Italie - Japon - Mexique | - Pérou - Portugal - République dominicaine - Royaume-Uni (situé à Cambridge) - Salvador - Taïwan (Bureau économique et culturel de Taipei) - Turquie - Venezuela |

## Autres villes avec des missions diplomatiques
De nombreuses villes n'ont qu'un ou deux consulats; il s'agit souvent du Mexique (qui compte 50 bureaux aux États-Unis) ou du Canada (qui en compte 17).

### Anchorage,Alaska
- Corée du Sud (Bureau consulaire)
- Japon (Bureau consulaire)

### Aurora,Colorado
- Salvador (Consulat général)

### Austin,Texas
- Irlande (Consulat)
- Mexique (Consulat général)

### Brentwood,New York
- Salvador

### Charlotte,Caroline du Nord
- Honduras
- Salvador

### Cleveland
- Slovénie[2]

### Dallas
- Canada
- Corée du Sud (Bureau consulaire)[3]
- Honduras
- Mexique (Consulat général (en))
- Pérou
- Salvador

### Del Rio,Texas
- Guatemala (Consulat)
- Mexique (Consulat)

### Des Moines
- Kosovo (Consulat)

### Denver
- Canada
- Guatemala
- Japon
- Mexique
- Pérou
- Royaume-Uni (Bureau du gouvernement britannique)
- Taïwan (Bureau économique et culturel de Taipei)

### Détroit
- Canada
- Irak
- Italie
- Japon (Consulat général (en))
- Liban
- Macédoine du Nord
- Mexique

### El Paso
- Mexique (Consulat général)
- Salvador

### Elizabeth,New Jersey
- Salvador

### Hartford,Connecticut
- Brésil
- Pérou

### Honolulu
Honolulu abrite huit missions, qui sont toutes des pays d'Asie ou du Pacifique.
- Australie
- Corée du Sud
- États fédérés de Micronésie
- Îles Marshall
- Japon (Consulat général (en))
- Nouvelle-Zélande
- Philippines
- Taïwan (Bureau économique et culturel de Taipei)

### Lake Worth,Floride
- Guatemala

### Las Vegas
- Mexique (Consulat)
- Salvador

### Mayaguëz,Porto Rico
- République dominicaine

### McAllen,Texas
- Guatemala
- Honduras
- Mexique
- Salvador

### Minneapolis-Saint Paul
- Canada
- Équateur
- Éthiopie
- Mexique

### Nashville,Tennessee
- Japon (Consulat général (en))

### Newark,New Jersey
- Colombie
- Équateur
- Portugal

### New Bedford,Massachusetts
- Portugal

### New Haven,Connecticut
- Équateur

### Nouvelle Orléans
- France
- Honduras
- Mexique
- Panama
- République dominicaine
- Venezuela

### Oklahoma City
- Guatemala

### Orlando
- Colombie (Consulat)
- Haïti (Consulat)
- Mexique (Consulat)
- Suisse (Consulat)

### Pago Pago,Samoa
- Samoa

### Palo Alto,Californie
- Canada
- Danemark

### Paterson,New Jersey
- Pérou

### Philadelphie
- Chili
- Italie
- Mexique (Consulat)
- Panama

### Phoenix
- Équateur
- Guatemala
- Honduras
- Mexique

### Portland,Oregon
- Japon (Bureau consulaire)
- États fédérés de Micronésie
- Mexique (Consulat)

### Providence,Rhode Island
- Guatemala
- Portugal (Consulat, fermeture prévue)

### Raleigh,Caroline du Nord
- Guatemala
- Mexique (Consulat général)

### Saint Paul
- Éthiopie[4]
- Mexique (Consulat)

### Saipan,Îles Mariannes du Nord
- Japon (Bureau consulaire)
- Palaos

### San Bernardino
- Guatemala (Consulat)
- Mexique (Consulat)

### San Diego
- Canada (Consulat)
- Mexique (Consulat général)
- Royaume-Uni (Bureau du gouvernement britannique)

### San Juan,Porto Rico
San Juan accueille sept consulats, le plus grand nombre de consulats en dehors de la zone continentale des États-Unis.
- Colombie
- Costa Rica
- Espagne
- Haïti
- Mexique
- République dominicaine
- Venezuela

### Seattle
- Canada
- Corée du Sud
- Guatemala
- Honduras
- Japon
- Mexique
- Salvador
- Royaume-Uni (Bureau du gouvernement britannique)
- Taïwan (Bureau économique et culturel de Taipei)

### Silver Spring,Maryland
- Guatemala[5]
- Salvador

### Springdale,Arkansas
- Îles Marshall

### Tampa
- Grèce
- Panama
- Pérou

### Tamuning,Guam
Guam abrite six missions, qui sont toutes des pays d'Asie ou du Pacifique.
- Corée du Sud (Agence consulaire)
- États fédérés de Micronésie
- Japon
- Palaos
- Philippines
- Taïwan (Bureau économique et culturel de Taipei)

### Tucson,Arizona
- Guatemala (Consulat)
- Mexique (Consulat général)
- Salvador (Consulat général)

### Woodbridge,Virginie
- Salvador

### Villes avec consulats mexicains uniquement (22)
En raison du grand nombre d'immigrants mexicains aux États-Unis, le Mexique a 50 missions diplomatiques aux États-Unis, plus que tout autre pays ne l'a avec tout autre pays. Beaucoup de ces villes sont des petites villes du sud-ouest des États-Unis, comprenant un certain nombre de villes frontalières.
- Albuquerque
- Boise
- Brownsville
- Calexico
- Douglas
- Eagle Pass
- Fresno
- Indianapolis
- Kansas City
- Laredo
- Little Rock
- Milwaukee
- Nogales
- Omaha
- Oxnard
- Presidio
- Sacramento
- Salt Lake City
- San Antonio
- San Jose
- Santa Ana
- Yuma

## Pays sans mission diplomatique officielle aux États-Unis
Plusieurs pays ne disposent pas de missions diplomatiques formelles accréditées aux États-Unis. Les tâches consulaires de chaque pays, à l'exception de Kiribati et des non-membres de l'ONU, sont plutôt gérées par leurs missions diplomatiques respectives auprès des Nations unies à New York.

### États avec relations
- Guinée-Bissau
- Kiribati
- Sao Tomé-et-Principe
- Tuvalu
- Vanuatu

### États sans relations
- Bhoutan
- Corée du Nord
- Iran (Section d'intérêts à l'ambassade du Pakistan de Washington)
- Palestine (Observateur des Nations unies, non reconnu par les États-Unis)
- Syrie

### États à reconnaissance limitée
Les États-Unis ne reconnaissent pas les États suivants.
- Abkhazie
- Haut-Karabagh
- Ossétie du Sud-Alanie
- Transnistrie

### Territoires non indépendants
- Îles Cook
- Niue